# Zásadník
Zásadník (původně Násadník) je rybník nacházející se východně od obce Činěves v okrese Nymburk. Leží na Zásadnickém potoce, který se vlévá do Velenického potoka. Je napájen Zásadnickým potokem, který pramení asi 500 metrů východně od Zásadníku, před silnicí. Než přiteče potok do Zásadníku, protéká retenční nádrží sloužící k zadržení přívalových vod. Odtéká uprostřed hráze západním směrem do vsi Činěves. Rybník sám je podlouhlého trojúhelníkového tvaru. Strana přítoku je širší, než strana na hrázi. Hráz tvoří silnice první třídy číslo 32. Břehy rybníka jsou sekány, nacházejí se zde i lavičky a u přítoku dvě chatky, dále parkoviště, odpadkové koše, krmná směs pro ryby a další zařízení sloužící k obsluze rybníka určeného pro sportovní rybolov.
Rybník je zmiňován již v roce 1586. V roce 1867 pak přešel do majetku obce Činěves. Dnes je rybník využíván k rybolovu a je možné se u něj i ubytovat.

## Galerie

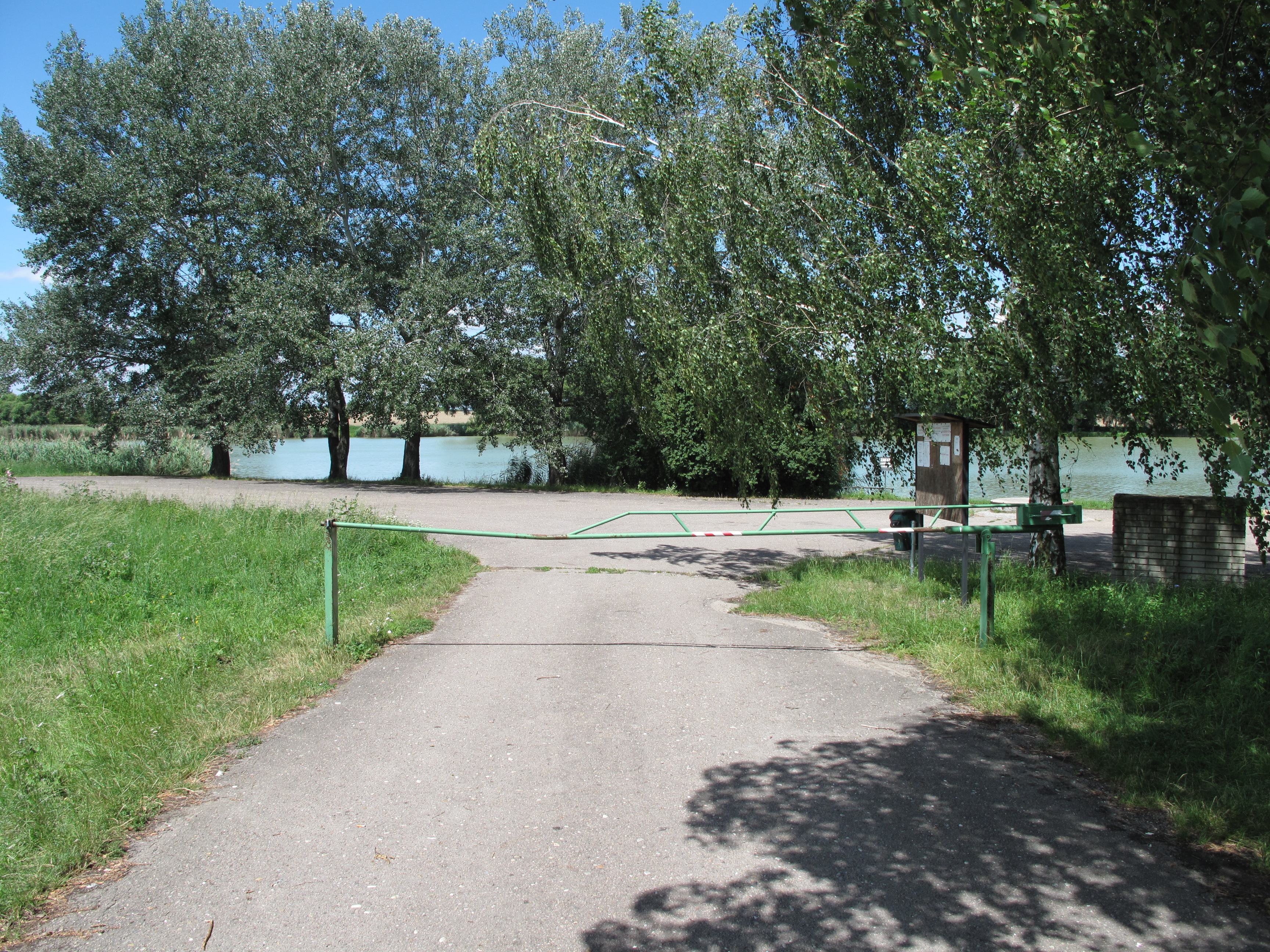
Příjezdová cesta a parkoviště
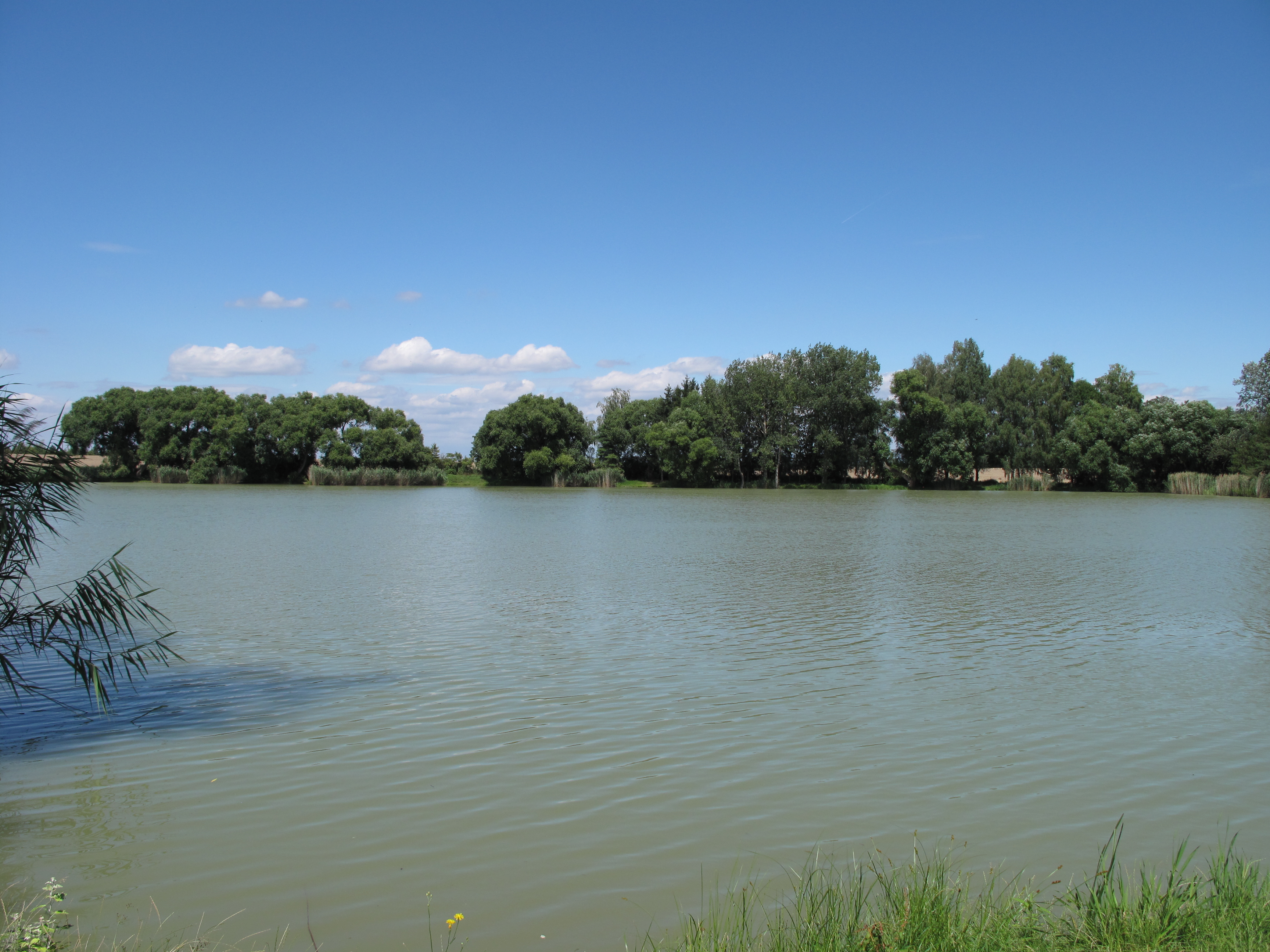
Plocha rybníka
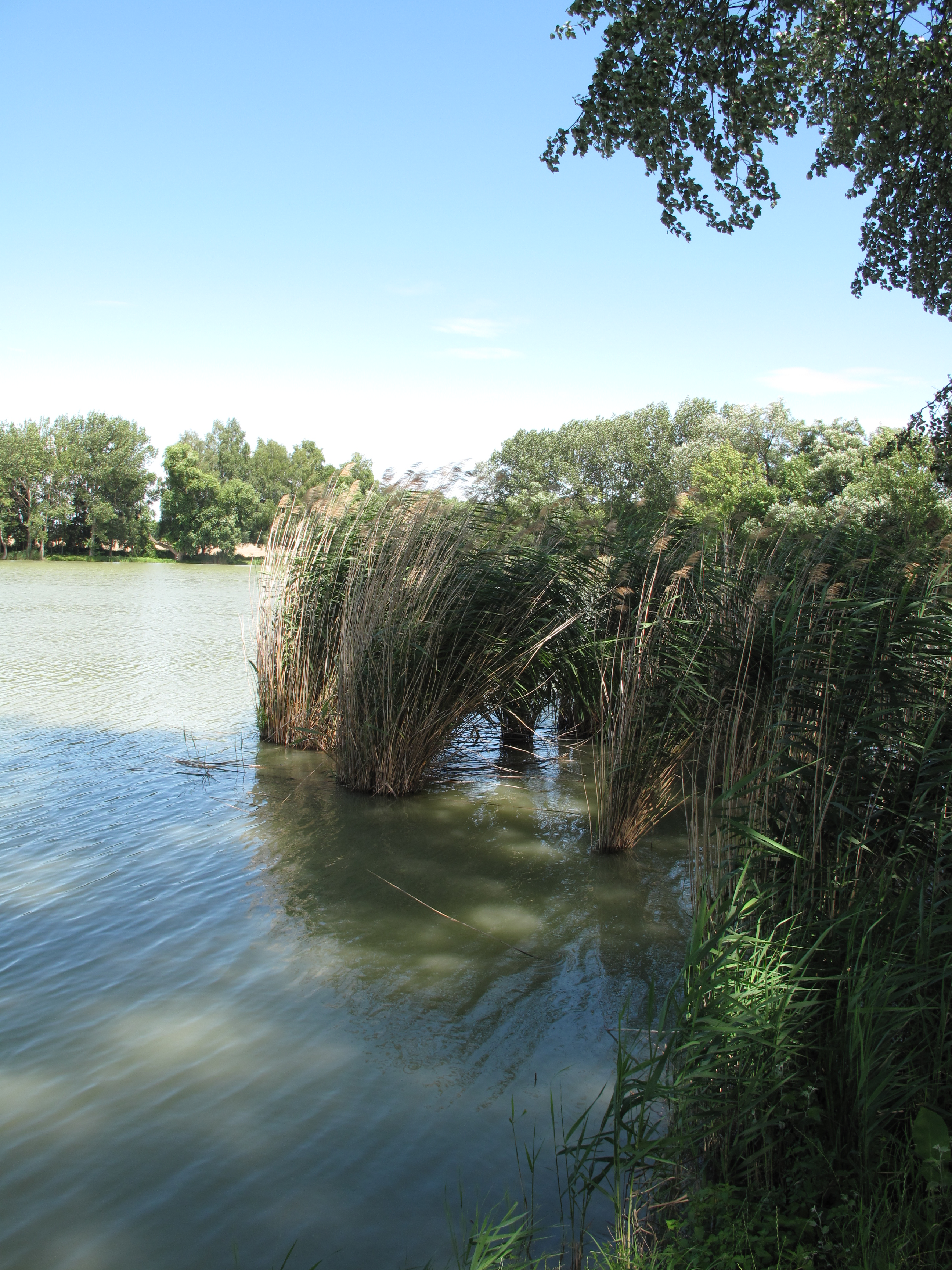
Pobřežní rákosiny
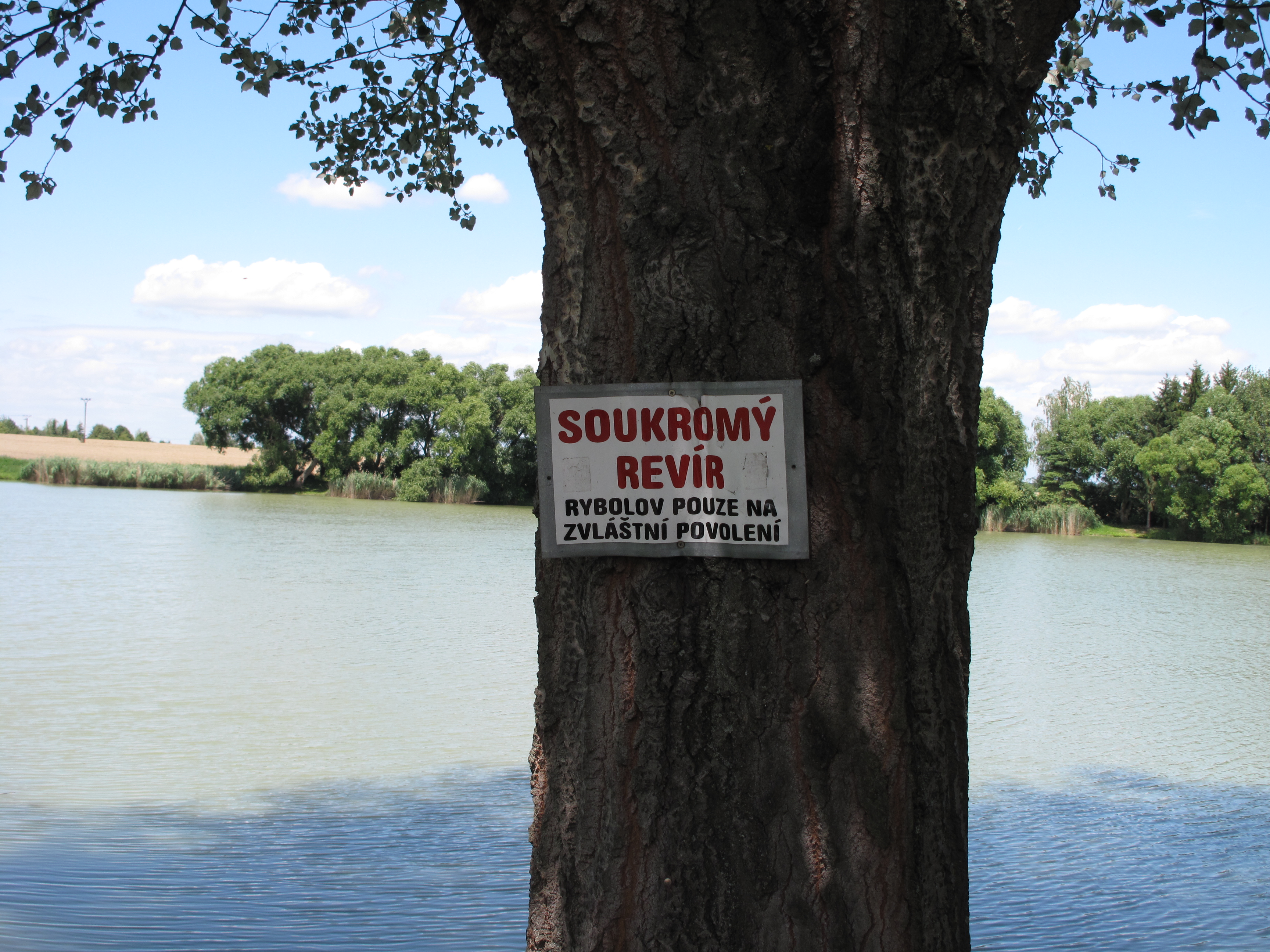
Označení revíru